# Xenoceratops
Xenoceratops ist eine Gattung der Vogelbeckensaurier aus der Familie Ceratopsidae. Ihr einziger bekannter Vertreter, Xenoceratops foremostensis, lebte vor rund 78 Millionen Jahren in der späten Kreidezeit im westlichen Nordamerika. Die fossilen Überreste der Art wurden in den 1950er Jahren in der kanadischen Foremost-Formation ausgegraben und im November 2012 als eine neue Gattung und Art beschrieben. Osteologische Analysen weisen sie als den ursprünglichsten Vertreter der Centrosaurinae aus.

## Merkmale
Von Xenoceratops ist bislang nur die Struktur des Scheitelbeins bekannt. Es zeigt die für Centrosaurinae typische Gestalt eines Bogens, der oberseitig an den Schädel anschließt und bei lebenden Tieren mit Haut überspannt war, sodass er einen großen Nackenschild bildete. Rekonstruktionen des Xenoceratops-Schädels lassen vermuten, dass der Halsschild an den Wangen mit einem großen Höcker besetzt war und an den Seiten vier weitere, kleinere Knochenhöcker besaß. An den beiden Scheitelpunkten des Halsschildes saßen vermutlich zwei hornartige Fortsätze, die seitlich schräg nach oben wiesen. Dies wird aus der Form der Scheitelbeinbögen geschlussfolgert, die hohe, ovale Fenster umschlossen, was so auch bei Diabloceratops oder Albertaceratops auftritt. Beide Gattungen zeigten zwei nach oben weisende, große Hörner am Oberrand ihres Halsschildes. In seiner sonstigen Morphologie entsprach Xenoceratops mit Merkmalen wie schnabelförmiger Schnauze, kräftigem Rumpf und großem Kopf wahrscheinlich der typischen Struktur der Ceratopsidae.

## Fundort, Fossilmaterial und Stratigraphie
Der Fundort aller Xenoceratops-Fossilien liegt im südlichen Alberta, nahe der Grenze zu Saskatchewan und den USA. Es handelt sich dabei um einen Aufschluss der Foremost-Formation zwischen den Ortschaften Medicine Hat im Norden, Manyberries im Osten, Onefour im Südosten und Foremost im Westen. Die Foremost-Formation stammt aus dem mittleren Cenomanium und bildet einen Übergang von Meeressedimenten des Western Interior Seaway zur nichtmarinen Oldman-Formation. Sie besteht überwiegend aus marinen Sedimenten, schließt aber auch kontinentale Ablagerungen ein. Die Xenoceratops-Überreste stammten aus einer Ansammlung von Knochen, die zwischen Austern-Ablagerungen und der Taberkohleschicht lag und in eine Schieferschicht eingebettet war. Sie gehören zu verschiedenen, ausgewachsenen Individuen. Die Fundschicht wird auf ein Alter von rund 78 Millionen Jahre datiert und lag an der Nordostküste des Kontinents Laramidia, der in etwa dem gebirgigen Westteil des heutigen Nordamerikas entspricht.

## Paläoökologie
Über die Paläoökologie von Xenoceratops ist nur sehr wenig bekannt. Wie alle Ceratopsier waren die Tiere wohl Pflanzenfresser. Der Lebensraum von Xenoceratops war wohl ein am Strand gelegenes oder strandnahes Ökosystem. Seine Paläofauna ist nur fragmentarisch erforscht; sie umfasste neben Xenoceratops auch den Pachycephalosaurier Colepiocephale lambei. Weitere Arten konnten nur anhand von Zähnen beschrieben werden. Dennoch waren aber wohl die meisten großen Dinosaurierfamilien der späten Kreidezeit im Foremost-Ökosystem vertreten, wie isolierte Knochenfunde nahelegen.

## Systematik und Taxonomie
Die spätere Typserie von Xenoceratops wurde 1958 im Ödland von Chin Coulee, etwa 7 km nordwestlich von Foremost durch Wann Langston gefunden. Nachdem sie über 50 Jahre im Canadian Museum of Nature gelagert hatte, identifizierten Michael Ryan, David Evans und Kieran Shepherd die Fossilien als einen Ceratopsiden. Sie beschrieben ihn als Xenoceratops foremostensis, der Holotyp umfasst ein Scheitelbein (Inventarnummer CMN 53282). Das altgriechische Xenos („fremd“) im Gattungsnamen bezieht sich auf die Abwesenheit anderer Ceratopsiden in der Foremost-Formation, ceratops (altgriechisch für „Horngesicht“) ordnet die Gattung in ihre Familie ein. Das Artepitheton foremostensis referiert auf den Fundort im südlichen Alberta.
Die systematische Analyse osteologischer Feinmerkmale, die Ryan und Kollegen vornahmen, ordnet Xenoceratops als basalsten Vertreter der Centrosaurinae ein, die sich durch lange Nasenhörner und relativ kurze Nackenschilde und reduzierte Stirnhörner auszeichneten. Xenoceratops bildet das Schwestertaxon zu allen anderen Centrosaurinen und ist einer ihrer frühesten belegten Vertreter. Lediglich Diabloceratops ist mit etwa 79 Millionen Jahren geringfügig älter, zweigt aber etwas später im Stammbaum ab.
2015 wurde der Stammbaum von Evans & Ryan (2015) anlässlich der Erstbeschreibung des ebenfalls in Kanada gefundenen Wendiceratops leicht modifiziert. Demnach stellt Diabloceratops die basalste Gattung und das Schwestertaxon aller anderen bekannten Centrosaurinae dar, gefolgt von einem gemeinsamen Taxon aus Nasutoceratops und Avaceratops. Xenoceratops ist nach dieser Analyse das Schwestertaxon der folgenden Gattungen, deren phylogenetische Darstellung sich jedoch auch deutlich von Ryan et al. (2012) unterscheidet.